# Rate Cnua Bahawain
Rate Cnua Bahawain (Barialaran) ist eine osttimoresische Siedlung im Suco Foho-Ai-Lico (Verwaltungsamt Hato-Udo, Gemeinde Ainaro).
Der Weiler befindet sich im Nordosten der Aldeia Ainaro-Quic auf einer Meereshöhe von 64 m. Nördlich liegt der Weiler Bemalai und südlich das Dorf Fatukabelak. Östlich von Bemalai fließt der Caraulun, der Grenzfluss zum Suco Betano.